# NSU Sulmobil
Das NSU Sulmobil war ein Dreiradwagen, den die Neckarsulmer Fahrzeugwerke Aktiengesellschaft in den Jahren 1905 bis 1909 bauten.

## Beschreibung
Das Sulmobil war der  erste, selbst konstruierte Wagen des Herstellers. Es wurden drei Ausführungen, zunächst mit Ein- dann auch mit Zweizylindermotor, hergestellt.
Die Einzylindermodelle (Typen II und IV) hatten einen luftgekühlten Motor mit stehendem Zylinder, der bei einem Hubraum von 451 cm³ (Bohrung × Hub = 82 × 86 mm) 3,5 PS (2,6 kW) leistete. Der Motor hatte eine Hochspannungs-Magnetzündung und saß, mit dem Dreiganggetriebe verblockt, auf dem einzelnen Vorderrad, das er über eine Kette antrieb. Das Getriebe war durch eine rechts sitzende Kulissenschaltung zu betätigen. Der Radstand betrug 2000 mm, die Spurweite der Hinterachse 1150 mm und die Länge der Fahrzeuge ca. 2950 mm. Das Gewicht des Fahrgestells lag bei. 300 kg, die Höchstgeschwindigkeit bei 35 km/h.
Das Zweizylindermodell (Typ III) hatte einen Hubraum von 795 cm³ (Bohrung × Hub = 75 × 90 mm) und leistete 5,5 PS (4,0 kW). Die übrigen Daten entsprachen denen der Einzylindermodelle.
Die Fahrzeuge waren als Zwitter zwischen Auto und Motorrad meist mit einem Holz-Gepäckkasten 1000  × 800  × 900 mm versehen. Es soll aber auch Dreiräder gegeben haben, die der Personenbeförderung dienten.
Die Typen II und IV wurden 1905–1909 gebaut, während der Typ III erst 1909 dazukam. Noch im selben Jahr gab man den Bau der 2500 Mark teuren Dreiradfahrzeuge wieder auf, weil die Kunden die Fahrzeuge wegen der geringen Einsatzmöglichkeiten (Zuladung: 150–200 kg) nicht schätzten.
Eine andere Quelle bestätigt 1905 als Produktionsbeginn.